# International Alliance of Catholic Knights
Die International Alliance of Catholic Knights (IACK) (Internationale Allianz Katholischer Ritter) ist eine internationale Ritterverbindung in der Römisch-katholischen Kirche. Sie ist vom Päpstlichen Rat für die Laien als eine Vereinigung von Gläubigen anerkannt.

## Geschichte
Am 12. Oktober 1979 wurde die Internationale Alliance of Catholic Knights in Glasgow (Schottland) gegründet. An diesem Tag hatten sich, anlässlich des Jubiläums der Knights of Saint Columba, die Präsidenten von fünf katholischen Ritterorden getroffen und über eine internationale Allianz beraten. Die Gründungsversammlung beschloss, dass sich die ritterlichen Bruderschaften zu einer internationalen Vereinigung zusammenschließen sollten.  Die anwesenden Leiter der Ritterorden wurden zum geschäftsführenden Vorstand gewählt.  Die Gründungsmitglieder waren die katholischen Ritterorden:
- Kolumbusritter
- Knights of Saint Columbanus
- Knights of the Southern Cross - Australia
- Knights of the Southern Cross - New Zealand und
- Knights of Saint Columba.

Der Vorstand trifft sich jährlich zur Jahreshauptversammlung und berät die Angelegenheiten und Geschäftsabläufe der Allianz. Am 14. April 1992 wurde die Ritterallianz vom Päpstlichen Rat für die Laien als eine Vereinigung von Gläubigen anerkannt und in das Register aufgenommen.

## Schutzpatron
Die Allianz der katholischen Ritter wählte Pfarrer Michael Joseph McGivney  (1852–1890) zu ihrem Patron und geistigen Vater. McGivney war der Gründer der Knights of Columbus und wurde 2008 von Papst Benedikt XVI. (2005–2013) zum „Ehrwürdigen Diener Gottes“ erhoben. Jährlich am 14. August, dem Todestag von McGivney, gedenkt die Allianz dem Gründervater und betet für seine Seligsprechung.

## Zielsetzung
Die Mitglieder sind bestrebt ein verantwortungsbewusstes und apostolisches Leben anzustreben. Ihre Ziele sind die Verbreitung des Evangeliums, die Loyalität zu den Kirchenführern und insbesondere zum Heiligen Vater. Zur Erlangung dieser Ziele will die Vereinigung ihren Einfluss geltend machen und arbeitet deshalb  mit weiteren Vereinigungen von Gläubigen zusammen.

## Mitglieder
| Name der Vereinigung                          | Gründungsjahr | Mitglied im IACK seit: | Nationen                                                             |
| --------------------------------------------- | ------------- | ---------------------- | -------------------------------------------------------------------- |
| Kolumbusritter                                | 1882          | 1979                   | Vereinigte Staaten, Kanada, Mexiko, Philippinen, Guam, Saipan, Polen |
| Knights of Peter Claver                       | 1909          | 1987                   | Vereinigte Staaten, Kolumbien                                        |
| Knights of Saint Columbanus                   | 1915          | 1979                   | Irland                                                               |
| Knights of Saint Columba                      | 1919          | 1979                   | Großbritannien                                                       |
| Knights of the Southern Cross - Australia     | 1919          | 1979                   | Australien                                                           |
| Knights of the Southern Cross - New Zealand   | 1922          | 1979                   | Neuseeland                                                           |
| Knights of Marshall                           | 1926          | 1983                   | Ghana, Liberia, Benin und Togo                                       |
| Knights of Saint Mulumba                      | 1953          | 1986                   | Nigeria                                                              |
| Knights of da Gama                            | 1978          | 1980                   | Südafrika                                                            |
| Knights of St. Peter and St. Paul             | 1989          | 1992                   | Gambia                                                               |
| Knights of Saint Virgil                       |               | 1992                   | Österreich                                                           |
| Knights of Saint Gabriel                      | 1996          | 1997                   | Vereinte Nationen                                                    |
| Knights of Saint Thomas the Apostle           |               | 1998                   | Pakistan                                                             |
| Chevaliers et Dames de Marie-Reine-de-la-Paix |               | 2000                   | Mauritius                                                            |
| Knights of Saint Thomas More                  | 2001          | 2001                   | Belgien                                                              |

## Michael Bell Memorial Award
Im Jahre 1992 wurde der „Michael Bell Memorial Award“ gestiftet und wird an Mitglieder verliehen, die sich in einem herausragenden Maße für das Recht auf Leben verdient gemacht haben. Michael Bell war ein Rechtsanwalt, Mitglied in einem franziskanischen Säkularorden und ein Knight of Saint Columba. Er setzte sich für den  Schutz des ungeborenen Lebens ein und machte mit Aktionen und Gebet auf das Recht zum Leben aufmerksam.  Die Auszeichnung wird an internationale Mitglieder in den Bruderschaften und an Nichtmitglieder verliehen. Er wird in zwei Kategorien aufgeteilt, die erste Kategorie sind Einzelpersonen, die zweite Kategorie sind Organisationen.